# Skålvattnet
Skålvattnet är en sjö i Härjedalens kommun i Hälsingland och ingår i Ljungans huvudavrinningsområde. Sjön har en area på 0,174 kvadratkilometer och ligger 302 meter över havet. Sjön avvattnas av vattendraget Stensån (Skålvattsån).

## Delavrinningsområde
Skålvattnet ingår i det delavrinningsområde (689849-147298) som SMHI kallar för Utloppet av Skålvattnet. Medelhöjden är 325 meter över havet och ytan är 4,4 kvadratkilometer. Räknas de 4 avrinningsområdena uppströms in blir den ackumulerade arean 29,59 kvadratkilometer. Stensån (Skålvattsån) som avvattnar avrinningsområdet har biflödesordning 2, vilket innebär att vattnet flödar genom totalt 2 vattendrag innan det når havet efter 180 kilometer. Avrinningsområdet består mestadels av skog (94 procent). Avrinningsområdet har 0,18 kvadratkilometer vattenytor vilket ger det en sjöprocent på 4 procent.